# Ossaea quadrisulca
Ossaea quadrisulca är en tvåhjärtbladig växtart som först beskrevs av Charles Victor Naudin, och fick sitt nu gällande namn av John Julius Wurdack. Ossaea quadrisulca ingår i släktet Ossaea och familjen Melastomataceae. Inga underarter finns listade i Catalogue of Life.